# Leichenlager
Leichenlager ist das dritte Album der Thüringer Dark-Metal-Band Eisregen, welches 2000 von Last Episode veröffentlicht wurde.

## Entstehungsgeschichte
Das Album stellte das bis dahin erfolgreichste Album der Band dar und war ein – im Gegensatz zu seinem Vorgänger Krebskolonie – bewusst ruhiger gehaltenes Album. Roth kündigte in der Entwicklungsphase des Nachfolgers Farbenfinsternis schon an, dass bei diesem vor allem die Kontraste besser ausgearbeitet werden würden, da die Band fand, dass dies bei Leichenlager am Ende etwas zu „verwässert“ wurde.
Thematisch orientiert sich Leichenlager an den bisherigen Veröffentlichungen. Die Texte sind wie gewohnt morbid, wenn auch nicht so stark wie es bei Krebskolonie der Fall war.

## Titelliste
1. Des Heilands Haut – 3:58
2. Leichenlager – 8:00
3. Feindbild Mensch – 3:28
4. Und sie blutete nur einen Sommer lang – 5:35
5. Das Tor (Sado-Mix) – 5:54
6. Salz der Erde – 5:16
7. Die Seele der Totgeburt – 2:57
8. Heer der Ratten (nur bei der Digipak-Version)
9. Nur dein Fleisch – 3:54
10. Bei den Gräbern – 3:33
11. Schwarze Rose – 5:00
12. Stirb lächelnd (nur bei der Digipak-Version)
13. Zeit zu spielen – 5:40

### Leichenlager
Das Lied besitzt stark religionskritische Inhalte. Ähnlich wie bereits aus Liedern wie „Ode an den Niedergang“ oder „Für Euch, die Ihr lebt“ ist das Lied wieder aus der Sicht eines höheren Wesens geschrieben, in diesem Falle wohl dem Tod. Das lyrische Ich beschreibt wie es einen Verstorbenen, der denkt er würde in den Himmel gelangen, ins Jenseits bringt. Das Jenseits entspricht nicht dessen Vorstellungen, da statt eines jenseitigen Reichs nur ein Platz für ihn reserviert wurde, wo seine Leiche verfaulen wird. Am Ende des Liedes zeigen sich auch Einflüsse aus dem Zombie-Genre, da der Tod den Verstorbenen wieder zurückschickt und dieser seine Frau umbringt und dann auch in das Leichenlager bringt.

### Das Tor (Sado-Mix)
Bei dem Lied „Das Tor (Sado Mix)“ handelt es sich um eine textlich und musikalisch veränderte Version des Liedes „Ich bin das Tor“, welche auf der Demo Das Ende des Weges zu finden war. Vor allem die Religionskritik spielt auf dem Sado-Mix eine größere Rolle. Es ist das einzige Mal, dass die Band – abgesehen von dem Debüt-Album Zerfall – ein Lied von den Demos neu einspielt.

### Die Seele der Totgeburt
„Die Seele der Totgeburt“ beschreibt, wie sich ein Kind geborgen im Mutterleib befindet und noch nicht geboren ist. Als die Geburt jedoch kurz bevorsteht, widersetzt es sich, da dort draußen nur der Wahnsinn des Alltags wartet. Das Kind kommt schließlich als Totgeburt zur Welt.

### Heer der Ratten
Bei „Heer der Ratten“, oftmals fälschlicherweise „Herr der Ratten“ genannt, handelt es sich um eine Umschreibung der politischen Entwicklung in Deutschland zur NS-Zeit, wobei die Ratten das deutsche Volk darstellen sollen, die blind einem Führer nachrennen, der sie schließlich ins Verderben führt.

„Hirnwäsche für die Masse

Propaganda zur Kunstform verklärt

Selbstaufgabe als Lebensziel

Und das Heer der Ratten folgt“

Die letzten Zeilen des Textes spielen dabei auf das Überleben des Gedankengutes in Form neonazistischen Gruppierungen in der Bundesrepublik an:

„Doch die Ratte schläft nie

Sie hat mehr als 1000 Leben

Wenn du denkst, sie sei ausgerottet

Trifft dich ihr Biss im Hinterhalt

Wenn ein Führer befiehlt

Formiert sich neu das Heer der Ratten

Hirntod als Eintrittskarte

In die Welt der Kameraden …

… und das Heer der Ratten folgt …“

Die Musik hierbei ist für Eisregen eher ungewöhnlich, da sie bewusst marschähnlich und mit wenig Harmonie gehalten wurde.
In der Ausgabe 4/04 der MIZ, in der es um das Thema der nationalsozialistischen Umtriebe in der Black-Metal-Szene (v. a. Absurd) ging, wurde das Lied als positives Beispiel für Bands genannt, die sich gegen diese Entwicklung zu wehren versuchen:

„Glücklicherweise gibt es aber auch Gegenbeispiele. So hat beispielsweise die aus Thüringen stammende Combo Eisregen einen Song verfasst, der sich gegen den nationalsozialistischen Wahn wendet.“

### Bei den Gräbern
Nach dem Tod seines Vaters wird der Protagonist Leichenwäscher als Beruf, da er sich immer mehr zu den Toten hingezogen fühlt, sodass er schließlich auch nachts draußen bei den Gräbern schläft. Die zwei Leichen, die er in der Woche zu waschen hat, sind ihm irgendwann nicht mehr genug und er beginnt selbst für Nachschub zu sorgen, indem er Menschen ermordet. Nachts, wenn er sich draußen bei den Gräbern aufhält, hört er die Stimmen der Ermordeten, die ihn verfluchen. Er wartet dort schließlich auf seinen Tod.

### Schwarze Rose
„Schwarze Rose“ schildert die Geschichte eines Mannes, der stirbt. Seine Jugend längst vergangen, die Frau am Krebs gestorben und der Sohn im Krieg gefallen, wird er ins Altersheim gebracht, wo er schließlich auch stirbt. Seine Leiche wird verbrannt. Als der Rauch durch den Kamin hochsteigt, wird die Asche vom Nachtwind fortgetragen, der die Überreste auf eine Wiese weht. An dieser Stelle wächst eine schwarze Rose, die ein Kind findet und mit nach Hause nimmt. Als die schwarze Rose auf dem Fensterbrett unter Sonneneinfluss zu welken anfängt und ihre Blätter zu Boden fallen, kehrt die Mutter diese zusammen und wirft sie mit einem Lächeln auf den Müll.

### Stirb lächelnd
Das nur auf der limitierten Digipak-Version zu findende Lied wurde 2023 für das Album Grenzgänger neu aufgenommen und unter dem Namen Stirb lächelnd 2023 veröffentlicht.

### Zeit zu spielen
Der Protagonist lernt in der Diskothek eine junge Frau kennen und lädt sie auf ein Glas Rotwein ein. Nach einem langen Gespräch mit ihr lädt er sie schließlich zu sich nach Hause ein. Anstatt des erwarteten sexuellen Kontaktes jedoch, beginnt er sie zu attackieren. Sie versucht sich zu wehren, unterliegt jedoch und wird so Stück für Stück verstümmelt. Eine Sirene wird hörbar und das Lied endet schließlich mit zwei Schüssen aus einem Revolver.
Das Lied wurde auf der Fleischfestival-EP bereits vor dem Erscheinen des Albums veröffentlicht, jedoch in einer alternativen Gesangsversion.
Auf dem 2020 veröffentlichten Album Leblos fand sich auf der Bonus-CD unter dem Titel Zeit zu saufen eine Neuaufnahme des Lieds, wo allerdings anstelle der Verstümmelung einer Frau nun beschrieben wird, wie der Protagonist in einer Kneipe einen Säufer kennenlernt und mit diesem bei sich zu Hause ein mehrstündiges Besäufnis begeht.

## Gestaltung
Das Cover zeigt mehrere auf dem Boden liegende Leichen. Das Motiv stammt aus der Schlussszene des Filmes Über dem Jenseits von Lucio Fulci, wo die beiden Hauptdarsteller die Schattenwelt betreten und sich in dem Bild des verstorbenen Künstlers wiederfinden.
Für das Booklet wurden Szenen aus verschiedensten Horror- und Splatter-Klassikern verwendet, wie z. B. aus Und wieder ist Freitag der 13., Über dem Jenseits, Ein Zombie hing am Glockenseil und Halloween II. Zudem sind die einzelnen Bandmitglieder jeweils auf den Fotos mit nackten Frauen zu sehen, deren Gesichter von Gasmasken verdeckt sind.
Für die 2022 veröffentlichte Schallplatten-Version wurde ein neues Cover verwendet: Dieses zeigt nun nicht mehr die bisherige Filmszene, sondern eine karge, mit Totenschädeln übersäte Landschaft, im Vordergrund ist die Nahaufnahme eines solchen zu sehen.

## Rezeption
2018 meinte auf der Seite time-for-metal.de René W. – mit Hinblick auf die späteren Werke der Gruppe –, dass Krebskolonie und Leichenlager bis heute noch „Meilensteine der deutschen Band, wo ihre brutalste und brachialste Seite an den Tag kam“, seien.